# حنض (ذمار)
حنض هي إحدى قرى الجمهورية اليمنية. تتبع جغرافيا لمحافظة ذمار وإداريًا لمديرية عنس. يبلغ تعداد سكانها 2433 نسمة حسب الإحصاء الذي أجري عام 2004.
تقع هذه القرية في الجهة الجنوبية لمدينة ذمار وتبعد عنها حوالي 8 كم تقريبا